# جون فاي
جون فاي (بالإنجليزية: John Fay)‏ هو سياسي أمريكي، ولد في 10 فبراير 1773، وتوفي في 21 يونيو 1855. انتخب عضو مجلس النواب الأمريكي.